# Manoir de Dougeru
Le manoir de Dougeru est une demeure, remaniée au XVIIe siècle, qui se dresse sur le territoire de la commune française de Saint-Aubin-de-Terregatte, dans le département de la Manche, en région Normandie.

## Localisation
Le manoir est situé à 2,8 km au nord-est du bourg de Saint-Aubin-de-Terregatte, par une route qui s'embranche sur la D 178, à un calvaire en granit, vers la Chauvignière, et non loin du carrefour avec la D 78, dans le département français de la Manche.

## Description
Le manoir, remanié au XVIIe siècle avec peut-être des parties XVe, se présente sous la forme d'un grand logis rectangulaire flanqué dans son angle sud-ouest d'une tour ronde. Sur son grand côté nord, un « donjon » rectangulaire, avec ses niveaux soulignés par des larmiers, est accosté d'une tourelle quadrangulaire.

## Protection
Le manoir et son colombier sont inscrits au titre des monuments historiques par arrêté du 29 mars 1991.